# Folwark Edwardowo

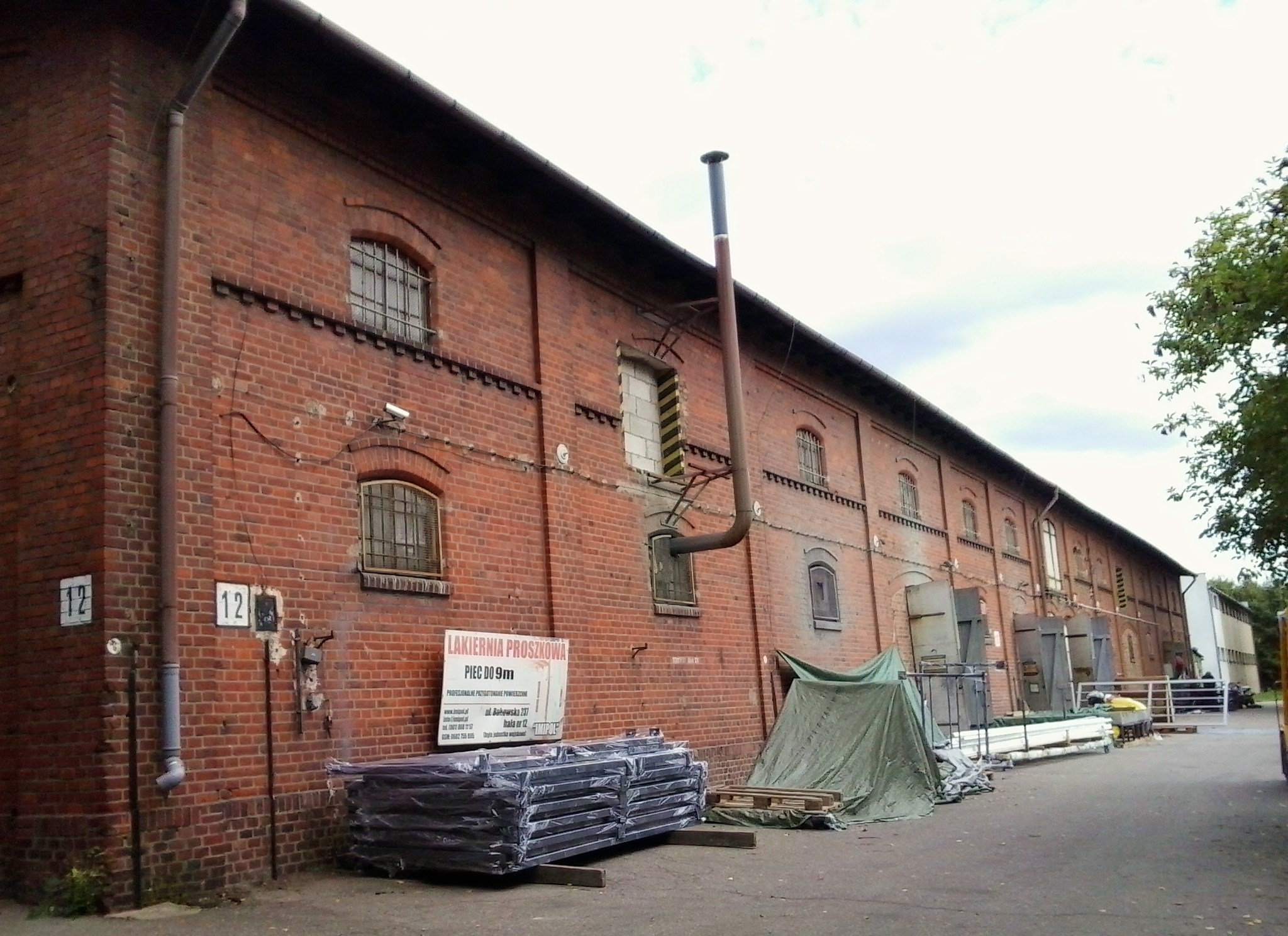
Fragment zabudowań folwarcznych

Folwark Edwardowo (niem. Vorwerk Eduardsfelde) – zespół zabudowań dworsko-folwarcznych zlokalizowanych w Poznaniu, na Edwardowie, przy ul. Bukowskiej 248-254.

## Historia
Historia obiektu sięga połowy XIX wieku, a obecna forma pochodzi z początku XX wieku. Według Jolanty Goszczyńskiej, poznańskiego konserwatora zabytków, zespół jest jednym z najlepiej zachowanych na terenie miasta obiektów tego typu.
Nad ranem 6 stycznia 1919 szpica wojsk powstańczych (2. kompania) opanowała tereny folwarczne, które mogły być strategicznie ważne dla Niemców, jako punkt powiadamiania lotniska o ruchach wojsk polskich. Ułatwiło to w znaczący sposób zwycięstwo w bitwie o Ławicę.

## Architektura i urbanistyka
Założenie rozdziela obecnie dwupasmowa ul. Bukowska:
- po stronie północnej znajduje się park i dwór z początku XX wieku zaprojektowany przez nieznanego architekta. Jest to skromny, asymetryczny budynek o formach uproszczonej secesji, zbliżony raczej do willi miejskiej. W elewacji frontowej wejście poprzez schody i nietypową półkolistą wnękę. Szczyt częściowo wtopiony w półokrągłą wieżyczkę. Dawniej we dworze siedzibę miała administracja byłej wojskowej jednostki lotniczej przy Ławicy[1],

- również po stronie północnej zachowane są: podwórze folwarczne, stajnia (do 2010), obora, magazyny i brama wjazdowa (przesunięta podczas remontu ul. Bukowskiej w 2010 o 40 m),
- po stronie południowej stoi najlepiej zachowana w Poznaniu kolonia mieszkaniowa robotników folwarcznych - po cztery budynki mieszkalne i gospodarcze. Dawniej otoczone były murem i posiadały własne ogródki warzywne. Zwraca uwagę bardzo staranne i dość bogate rozwiązanie elewacji.